# Picot escapulat occidental
El picot escapulat occidental (Colaptes cafer) és una espècie d'ocell de la família dels pícids (Picidae) que habita boscos oberts, mixtes i ciutats des d'Alaska, centre de Yukon, nord-oest i sud de Mackenzie i nord de Manitoba, cap al sud, fins al nord-oest de Baixa Califòrnia, terres altes de Mèxic fins Oaxaca, Chiapas i a través de Guatemala, El Salvador i Hondures fins al nord de Nicaragua.